# Jean-Louis Matinier

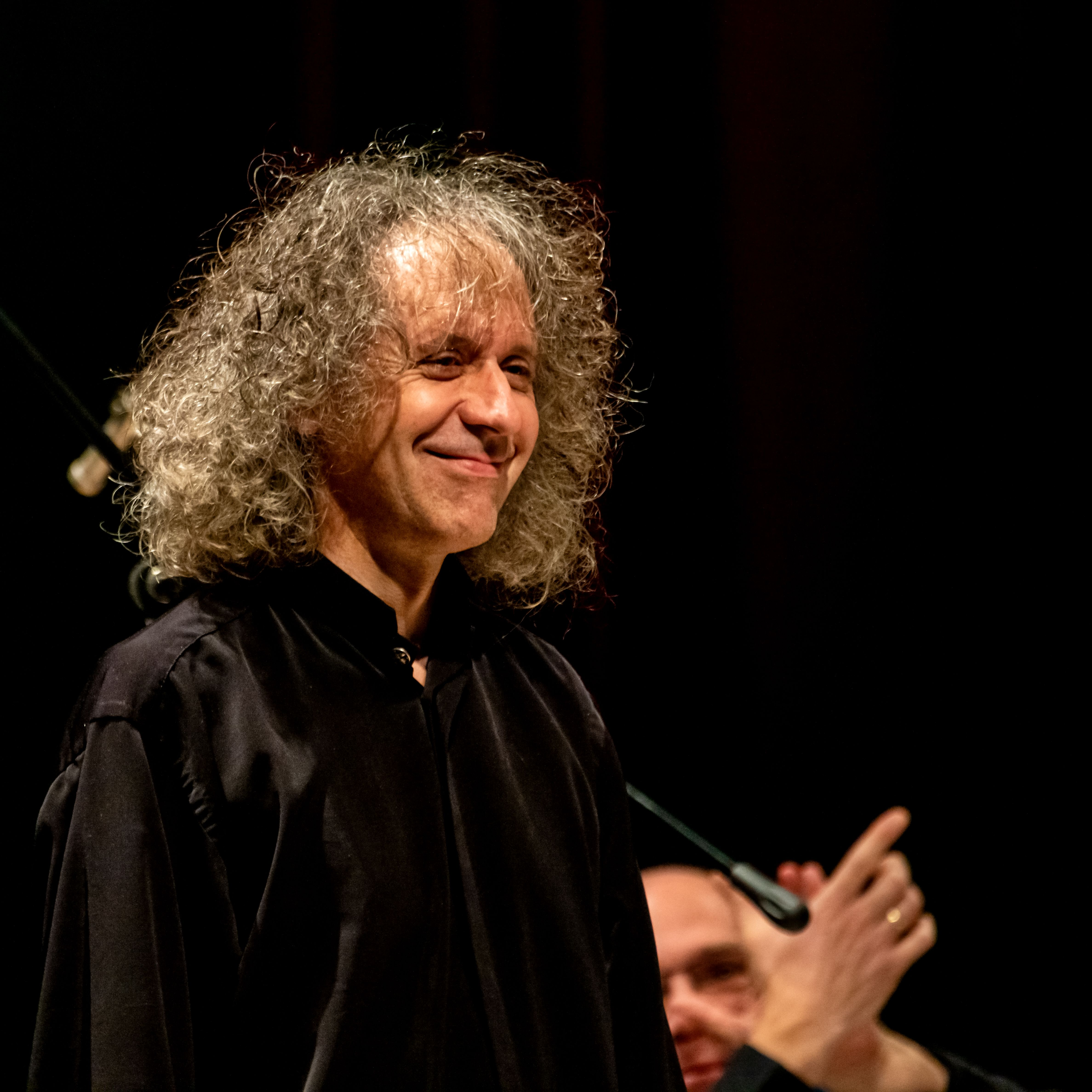
Matinier beim Konzert Jeux Doubles am 15. Dezember 2018 im Forum Merzhausen

Jean-Louis Matinier bei CD-Aufnahme (Ulm, Dezember 2008)

Jean-Louis Matinier (* 1963 in Nevers, Frankreich) ist einer der führenden zeitgenössischen Akkordeonspieler im Bereich des Jazz und der Weltmusik.

## Leben und Werk
Matinier hat klassische Musik studiert, sich dann dem Jazz und anderen Formen improvisierter Musik zugewandt. Von 1989 bis 1991 spielte er im Orchestre National de Jazz unter Claude Barthélémy. Matinier überwindet scheinbar mühelos die Grenzen zwischen („imaginärer“) Folklore, swingenden Grooves und neo-impressionistischer Innovation.
Seine Spielweise ist zwar stark durch die Haltung eines europäischen, kammermusikalischen Jazz geprägt; durch seine spezifische Aufnahme der Akkordeontradition wirkt die Musik aber auch entspannend. Seine Kompositionen sind einfallsreich, und er wendet sein Instrument vielseitig an. Matinier tritt in der Regel mit anderen Instrumentalisten auf, wie mit Renaud Garcia-Fons, der ihn in einem sehr interaktiven Duo auf seinem Kontrabass nicht nur begleitet. In Deutschland wurde er zunächst durch Auftritte mit Michael Riessler bekannt. Seit 1999 begleitete er Juliette Greco. Matinier hat auch mit Louis Sclavis, Gianluigi Trovesi, Michel Godard, François Couturier, Philippe Caillat, Marco Ambrosini und Anouar Brahem aufgenommen und arbeitet auch aktuell mit einigen dieser Musiker zusammen.

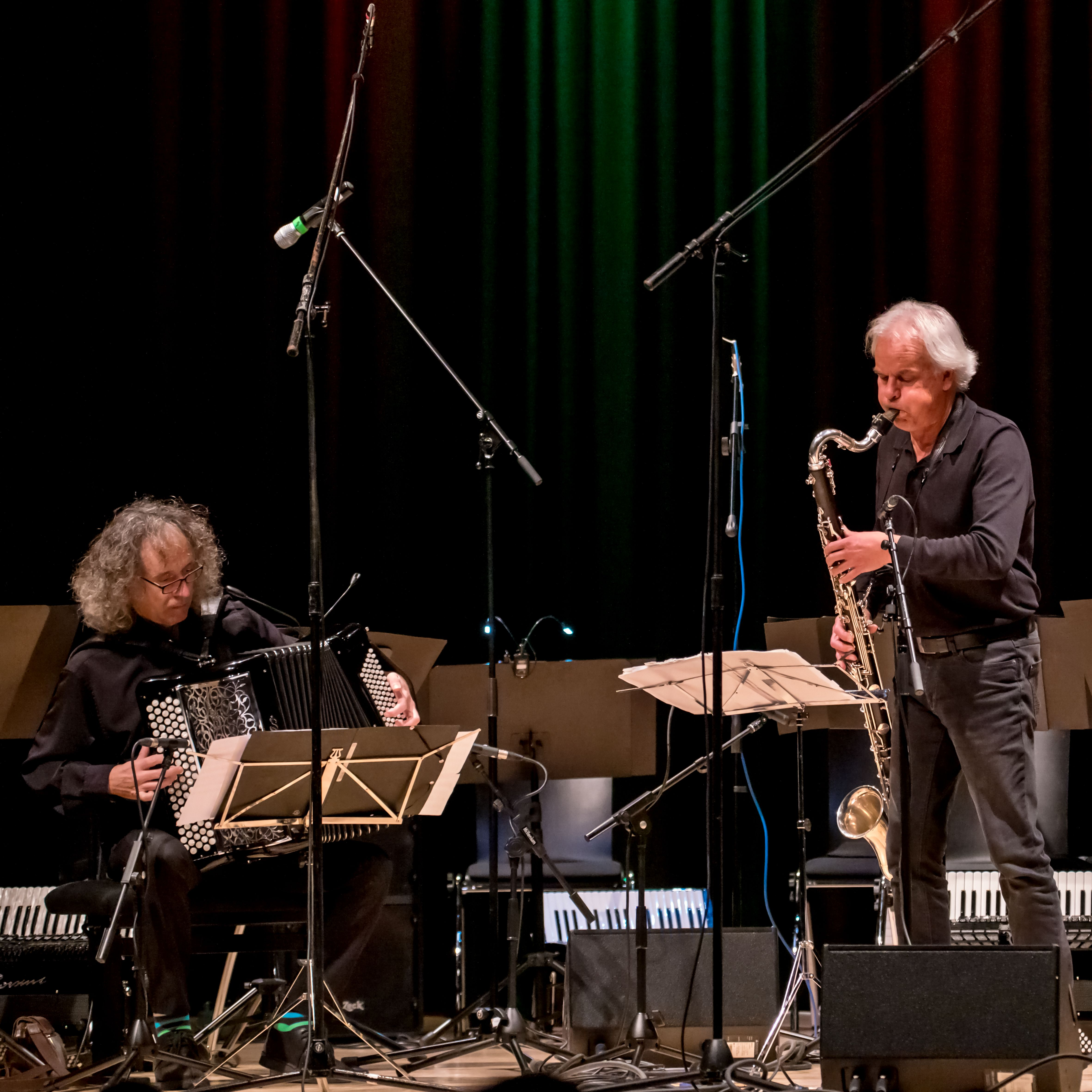
Matinier zusammen mit Michael Riessler (2018)

## Diskographie (Auswahl)
- Dave Friedman/Anthony Cox/Matinier: Another World (Intuition 1997)
- Renaud Garcia-Fons & Jean-Louis Matinier: Fuera (Enja 1999; Preis der deutschen Schallplattenkritik)
- Confluences mit Renaud Garcia-Fons, Bobby Rangell, Nelson Veras (Enja 2003)
- Jean-Louis Matinier / Marco Ambrosini: Inventio (ECM, 2014)[1]
- Tarkovsky Quartet - Nuit Blanche (ECM, 2017), mit François Couturier, Jean-Marc Larché, Anja Lechner
- Jean-Louis Matinier & Kevin Seddiki: Rivages (ECM, 2020)